# آن‌ها که سرگردانند
آنها که سرگردانند یک فیلم کمدی مستقل منتشرنشده به نویسندگی و کارگردانی ابیگیل آن شوارتز است. در این فیلم بانی رایت، جاکوب زاچر، آنا کاترین هالبروک، کریستین کالسون، آناستازیا بارزی، استیو بلانچارد و مکسول کالفیلد حضور دارند.